# Samsung Galaxy Note III
N9000 (pierwotnie stosowana nazwa: Galaxy Note III, nazwa stosowana przez Samsunga: Galaxy Note 3) – smartfon firmy Samsung, po raz pierwszy ukazany w przeddzień targów IFA w Berlinie, we wrześniu 2013. Powstał jako następca modelu Note II. W polskiej dystrybucji dostępny w wersji N9005, która posiada wbudowany moduł LTE, ale nie ma drugiego slotu na kartę SIM.
Note 3, podobnie jak Galaxy S4, produkowany jest w dwóch podstawowych wersjach. Model N9000\N9006 posiada układ Samsung Exynos 5420 (5 Octa). Jest to ośmiordzeniowy procesor składający się z czterech rdzeni Cortex-A15 taktowanych zegarem 1,9 GHz i czterech rdzeni Cortex-A7 taktowanych zegarem 1,3 GHz, a także procesora graficznego ARM Mali-T628 MP6. Dostępny w Unii Europejskiej i Ameryce Północnej model N9005 posiada układ Snapdragon 800, w skład którego wchodzą cztery rdzenie Krait 400, które pracują z częstotliwością maksymalną 2,3 GHz oraz procesor graficzny Adreno 330.
Samsung Galaxy Note 3 został wyposażony w aparat o rozdzielczości 13 Mpx, i w zależności od wersji systemu, w 32 lub 64 GB pamięci wewnętrznej. Model posiada wbudowany moduł Bluetooth w wersji 4.0, co pozwala na przesyłanie danych z szybkością 24 Mb/s oraz pracę w trybie niskiego poboru mocy. Zgodnie z deklaracją producenta, bateria o pojemności 3200 mAh może wytrzymać ponad 10 godzin rozmów lub co najmniej 750 godzin czuwania. Wyświetlacz smartfona ma przekątną 5,7 cala. 

W momencie premiery smartfon pracował pod kontrolą systemu Google Android 4.3 Jelly Bean. W marcu 2015 roku sprzedawany w Polsce Note 3 otrzymał aktualizację do systemu Google Android 5.0 Lolipop.